# アントワーヌ・ボーメ
アントワーヌ・ボーメ（仏: Antoine Baumé, 1728年2月26日 - 1804年10月15日）は、フランスの化学者。
1728年、フランス北部のサンリスに生まれ、化学者クロード・ジョゼフ・ジョフロアのもとに弟子入りした。1752年、薬科学校に入り、同年に化学教授となる。その後パリで化学製品を扱う事業を興すが、1780年に応用化学の研究に専念するため引退した。しかし、フランス革命のため再び事業に戻らざるを得なくなった。
ボーメは絹の漂白、染色、めっき、硝石の製錬などで功績を残したが、特に液体の密度の測定の研究で知られ、ボーメ度にその名が残っている。
ボーメは多数の文献を著したが、主なものにÉléments de pharmacie théorique et pratique（9版、1762年–1818年）がある。1772年にフランス科学アカデミー、1796年にフランス学士院に入り研究を行った。
1804年10月15日、パリで亡くなる。76歳没。

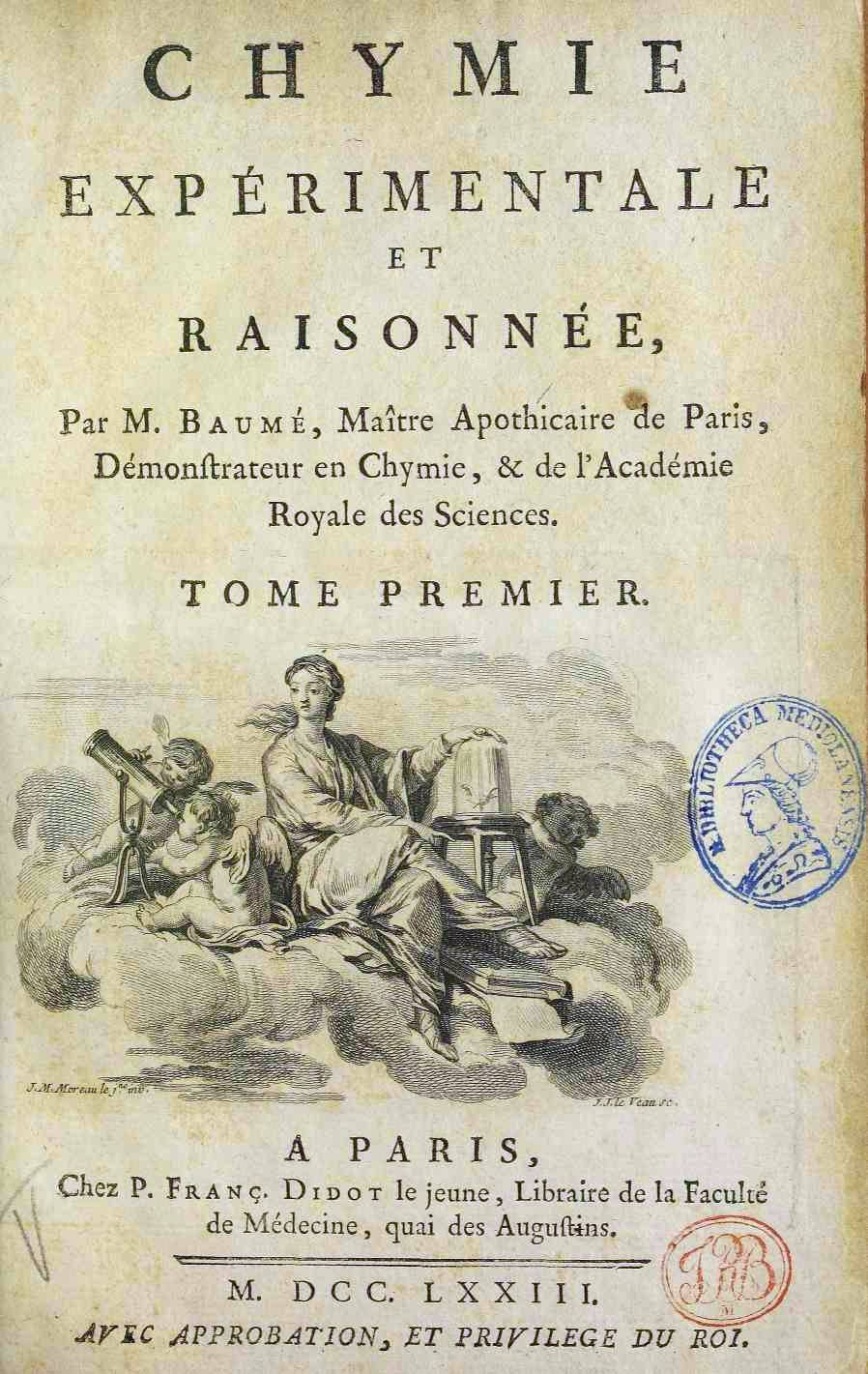
Chymie expérimentale et raisonnée, vol. 1, 1773